# 浙江温岭杀医案
浙江温岭杀医案，是2013年10月25日发生在浙江省温岭市的一起患者持刀刺伤三名医生，并致一名医生抢救无效死亡的恶性事件。事后，凶手被判处死刑。

## 事发经过
2012年3月20日，患者连恩青在温岭市第一人民医院进行了鼻内镜下鼻腔微创手术，主刀医生为该院耳鼻咽喉科副主任医师蔡某。术后患者常感鼻子通气不畅，于当年12月28日，到温岭市第一人民医院医务部投诉，此后又陆续投诉多次。
次年，温岭市第一人民医院为连恩青先后进行两次会诊，未找出原因。连恩青自行前往台州市中心医院、浙医一院就诊，诊断结果都表明不需要再次手术。5月14日，温岭市第一人民医院邀请浙江大学邵逸夫医院五官科副主任医师汤某为连恩青会诊，会诊结论为“手术良好，不需再做手术”。而连恩青对这些结论并不满意，曾到温岭市卫生局反映情况，卫生局接待人员认为不构成医疗事故。
2013年10月25日上午8时许，连恩青手持榔头和尖刀，直奔蔡某所在的门诊室。门诊室内病人发现后，抵住了门诊室门。连恩青随即闯入其它门诊室，将主任医师王云杰、副主任医师江某、主治医师王某刺伤后，被赶来的医院保安制服。之后，王云杰经抢救无效死亡，年仅47岁。
10月27日15时，温岭市第一人民医院在对王云杰的遗体进行解剖后，未征得死者家属同意，试图擅自将遗体送往殡仪馆火化。死者家属及医护人员及时阻拦。至20时，温岭警方出动警车赴现场维持秩序，温岭有关领导也赶到现场处理。后经过和家属协商同意后，王云杰的遗体于28日上午送往温岭市殡仪馆火化。

## 社会反应
事发后的几天，陆续有上百名以医务人员为主的人群到温岭市第一人民医院内抗议。同时，全国有多家医院的医务人员集体公开进行悼念。

## 案件审判
2014年1月27日，台州市中级人民法院一审判处被告人连恩青死刑，剥夺政治权利终身。连恩青提出上诉。
2014年4月1日，浙江省高级人民法院驳回上诉，维持一审的死刑判决，并报请最高人民法院核准。
2015年5月25日，连恩青被执行死刑。